# مايك وليامز (صحفي)
مايك وليامز (بالإنجليزية: Mike Williams)‏ هو صحفي بريطاني، ولد في 4 فبراير 1979 في ريكسهام في المملكة المتحدة.